# Joe Zawinul
Josef Erich (Joe) Zawinul (Wenen, 7 juli 1932 – aldaar, 11 september 2007) was een Oostenrijks-Amerikaans jazz-toetsenist en componist.
Hij speelde een belangrijke rol bij de ontwikkeling van de jazzrock, samen met Chick Corea, Herbie Hancock, John McLaughlin en Miles Davis. Zawinul is het best bekend als oprichter van de band Weather Report met Wayne Shorter en later Jaco Pastorius. Hij leidde ook het ensemble Zawinul Syndicate.
Hij behoorde, samen met Corea en Hancock, tot de eersten die elektrische piano's en vroege synthesizers zoals de ARP 2600 gebruikten in de jazz. Bijvoorbeeld op het Weather Report-album Sweetnighter (1973). Anders dan Hancock was Zawinul niet erg in de Minimoog geïnteresseerd. Hij was een van de eersten die een Rhodes-piano gebruikte met een phaser en een wah-wah pedaal. Zawinul was een perfectionist en wist een modern geluid te ontwikkelen en was een belangrijke artiest en componist in de jazzwereld.

## Levensloop
Zawinul groeide op in Wenen. Hij leerde zichzelf op zesjarige leeftijd accordeon spelen en studeerde later cello en piano aan het conservatorium van Wenen. Hij kreeg in 1959 een beurs voor het Berklee College of Music in Boston en emigreerde naar de Verenigde Staten. Tijdens een negenjarig dienstverband als toetsenist bij het Cannonball Adderley kwintet, schreef Zawinul de hit "Mercy, Mercy, Mercy." Hij schreef ook "Walk Tall" en het nummer "Country Preacher", dat een eerbetoon was aan Jesse Jackson, leider van de Amerikaanse Burgerrechtenbeweging.
Aan het eind van de jaren 60 voegde Zawinul zich bij Miles Davis' band en hielp hij met het ontwikkelen van de fusion. Hij speelde onder meer mee op In a Silent Way, waarvan hij het titelnummer componeerde en op het album Bitches Brew. Met saxofonist Wayne Shorter, die hij tijdens de opnamen had ontmoet, richtte hij in 1970 de band Weather Report op.
Zawinuls grootste commerciële succes was zijn compositie "Birdland", een stuk van zes minuten dat op het Weather Report-album Heavy Weather 1977 verscheen. Het is een van de meest herkenbare jazznummers uit de jaren 70 en diverse artiesten namen een cover van het stuk op, onder wie The Manhattan Transfer en Quincy Jones, die er een Grammy Award voor kregen en Maynard Ferguson. Zelfs de uitvoering door Weather Report werd op diverse mainstream radiostations gedraaid.
Eind jaren 80 richtte Zawinul een nieuwe groep op: Zawinul Syndicate. Hiermee oogstte hij langzamerhand veel succes. De muziek van het Zawinul Syndicate onderscheidde zich van de muziek van Weather Report door het sterker ritmische karakter en de afwezigheid van een saxofoon. Op de eerste drie albums van de groep - The Immigrants (1988), Black Water (1989) en Lost Tribes (1992) - werd het saxofoongeluid vervangen door de speciaal voor Zawinul door Korg ontwikkelde Korg Pepe; een MIDI-controller met een melodica-mondstuk en dertien toetsen.
Het muziektijdschrift Down Beat riep Zawinul 28 keer uit tot beste toetsenist. Hij had een eredoctoraat van de Berklee School of Music, een onderscheiding van de stad Wenen en een Bird van het North Sea Jazz Festival (2002).
Zawinul overleed op 75-jarige leeftijd in zijn woonplaats Wenen in het Wilhelmina ziekenhuis, waar hij op 7 augustus was opgenomen, aan Merkelcel carcinoom, een zeldzame vorm van huidkanker. Zijn echtgenote Maxine was al in juli van dat jaar overleden. Het paar had drie zoons, Erich, Ivan en Anthony.

## Trivia
- Zawinul groeide op in Landstraße, een voorstad van Wenen en was een schoolkameraadje en vriend van wijlen president Thomas Klestil. In deze buurt staat Zawinuls jazzclub Birdland.
- Brian Eno's instrumentale nummer "Zawinul/Lava" is naar hem genoemd. Ook John McLaughlins instrumentale nummer "Jozy" is naar Zawinul genoemd; evenals Warren Cuccurullo's "Hey Zawinul" en Sixuns "Zawinul ever be another Joe".

De percussieklanken in het nummer 125th Street Congress op het Weather Report-album Sweet Nighter (1973) zou volgens Zawinul het eerste hiphopritme in de geschiedenis zijn. Ten minste 55 hiphopgroepen hebben het vele jaren later gebruikt.

Zawinuls veelvuldige gebruik van de vocoder begon bij Weather Report al eind jaren zeventig, omdat het instrument de scherpe kantjes afhaalde van zijn eigen stem, die volgens hem niet geschikt was voor zang.

## Discografie (samenvatting)
- Money in the pocket (1965)
- The rise and fall of the third stream (1968)
- Zawinul (1971)
- Dialects (1986)
- The immigrants (1988)
- Black water (1989)
- Lost tribes (1992)
- My people (1996)
- World tour (1998)
- Faces & places (2002)
- Vienna nights: Live at Joe Zawinul's Birdland (2005)
- Music for two pianos (2006, met Friedrich Gulda)
- Brown Street (2006)
- 75th (2008)

### met Weather Report
- Weather Report (1971)
- I Sing the Body Electric (1972)
- Live in Tokyo (1972)
- Sweetnighter (1973)
- Mysterious Traveller (1974)
- Tale Spinnin' (1975)
- Black Market (1976)
- Heavy Weather (1977)
- Mr. Gone (1978)
- 8:30 (1979)
- Night Passage (1980)
- Weather Report (1982)
- Procession (1983)
- Domino Theory (1984)
- Sportin' Life (1985)
- This Is This (1986)
- Live and unreleased (2002)
- Forecast: tomorrow (met DVD met integraal concert in Offenbach uit 1978) (2006)